# Canyelles
|  | Per a altres significats, vegeu «Canyelles (desambiguació)». |

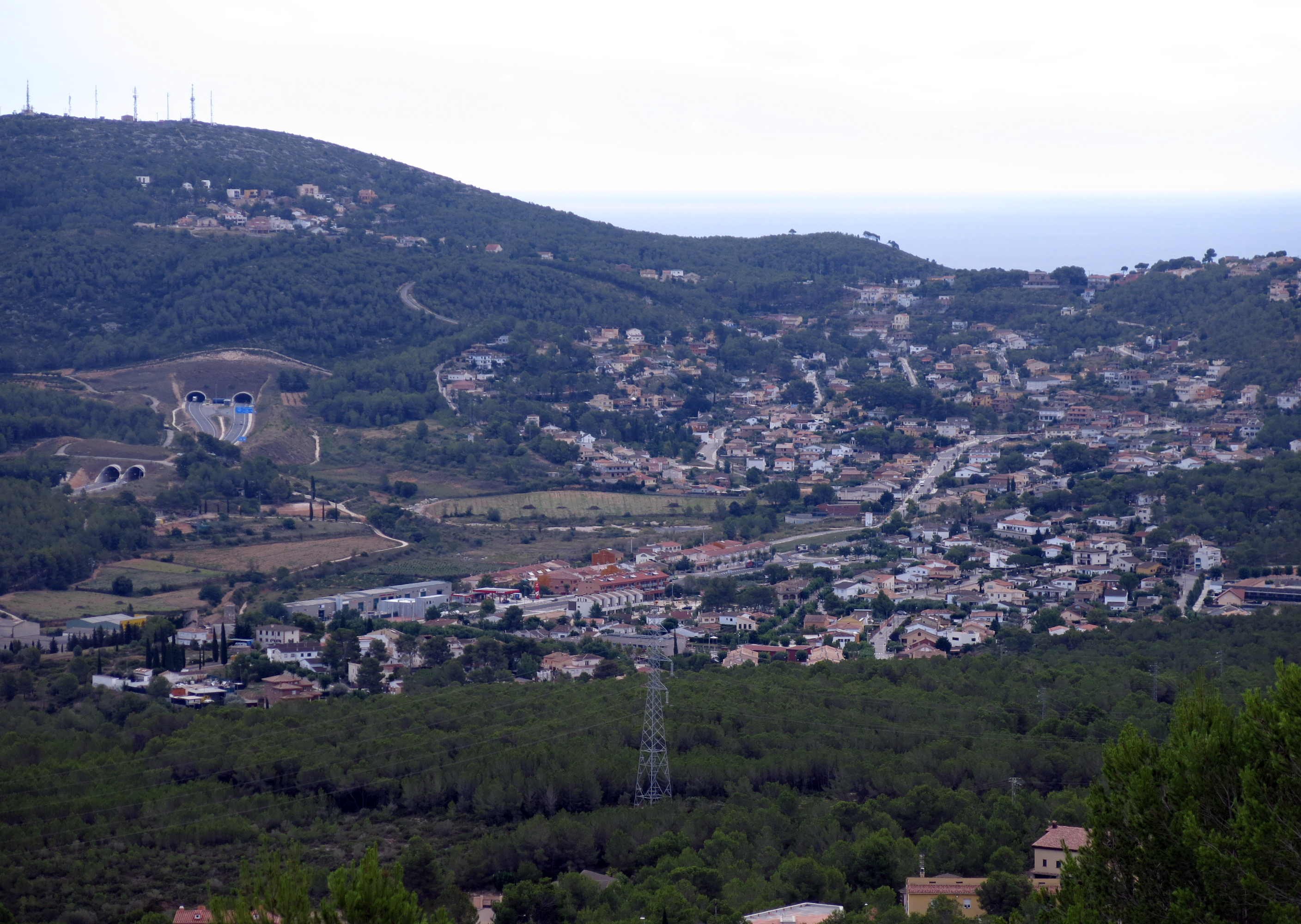
Canyelles des del poblat d'Olèrdola

Canyelles és un municipi de la comarca del Garraf. Limita al nord amb Castellet i la Gornal i Olèrdola, municipis de l'Alt Penedès. A l'est limita amb Olivella, al sud amb Sant Pere de Ribes i Vilanova i la Geltrú i a l'oest, de nou, amb Castellet i la Gornal.

## Geografia
- Llista de topònims de Canyelles (Orografia: muntanyes, serres, collades, indrets..; hidrografia: rius, fonts...; edificis: cases, masies, esglésies, etc).

## Història
El 14 de maig de 1861 va caure un meteorit a Canyelles.
El 1994 va explotar la pirotècnia de Canyelles.

## Demografia
| Entitat de població | Habitants (2023) |
| Canyelles           | 5.218            |
| Font: Idescat       |                  |

| 1717 | 1787 | 1857 | 1860 | 1877 | 1887 | 1900 | 1910 | 1920 | 1930 | 1936 | 1940 | 1945 | 1950 | 1955 | 1960 | 1965 | 1970 | 1975 | 1981 | 1986 | 1991 | 2001  | 2002  | 2003  | 2004  | 2005  | 2006  | 2007  | 2008  | 2009  | 2010  | 2011  | 2012  | 2013  | 2014  | 2015  | 2016  | 2017  | 2018  | 2019  | 2020  | 2021  | 2022  | 2023  | 2024  |
| 212  | 271  | 591  | 614  | 592  | 647  | 561  | 519  | 474  | 475  | 441  | 408  | 363  | 361  | 361  | 391  | 376  | 405  | 376  | 565  | 597  | 740  | 2.008 | 2.268 | 2.485 | 2.808 | 3.127 | 3.440 | 3.783 | 4.005 | 4.104 | 4.196 | 4.282 | 4.275 | 4.319 | 4.345 | 4.375 | 4.407 | 4.388 | 4.481 | 4.647 | 4.699 | 4.886 | 5.007 | 5.201 | 5.367 |

## Política
| Candidatura | Candidatura  | Cap de llista      | Vots    | Regidors | % vots |
| ----------- | ------------ | ------------------ | ------- | -------- | ------ |
|             | CiU          | Rosa Huguet        | 805     | 6        | 44,38% |
|             | PSC-PM       | Xavier Robert      | 383     | 2        | 21,11% |
|             | PP           | Daniel Vidal       | 266     | 2        | 14,66% |
|             | ICV-EUiA-E   | Montserrat Santafé | 170     | 1        | 9,37%  |
|             | ERC-AM       | Montse Martinez    | 120     | -        | 6,62%  |
|             | Vot en blanc |                    | 70      |          | 3,87%  |
| Total       | Total        | votants            | votants | 11       |        |

Rosa Huguet va aconseguir l'alcaldia de Canyelles després que Convergència i Unió aconseguís una majoria absoluta amb sis regidors. Fins al 2011 el municipi havia estat governat pel PSC (amb Xavier Robert com a batlle), CiU i ICV
|               |   |   |   |   |   |   |   |   |    |                                                                                    |
| 1979          | – | – | – | – | – | 4 | 3 | – | 7  | Cayetano Martínez Rodríguez (UIC, 1979), Joaquín Collado González (UIC, 1989-1983) |
| 1983          | 0 | – | – | – | – | 5 | 2 | 0 | 7  | Joaquín Collado González (UIC)                                                     |
| 1987          | – | – | – | – | – | 7 | – | – | 7  | Joaquín Collado González (UIC)                                                     |
| 1991          | 4 | – | – | – | 0 | 3 | – | – | 7  | Dídac Campamà Ferrer (CiU)                                                         |
| 1995          | 5 | 4 | 0 | – | – | – | – | 0 | 9  | Jordi Morera Gumà (CiU)                                                            |
| 1999          | 4 | 4 | 0 | 1 | – | – | – | – | 9  | Francesc Xavier Robert Duran (PSC)                                                 |
| 2003          | 3 | 5 | 1 | 2 | 0 | – | – | – | 11 | Francesc Xavier Robert Duran (PSC)                                                 |
| 2007          | 3 | 5 | 1 | 1 | 1 | – | – | 0 | 11 | Francesc Xavier Robert Duran (PSC)                                                 |
| 2011          | 6 | 2 | 2 | 1 | 0 | – | – | – | 11 | Rosa Huguet Sugranyes (CiU)                                                        |
| Font: Municat |   |   |   |   |   |   |   |   |    |                                                                                    |

## Societat
La Fira de Santa Llúcia és una activitat que es fa a la garrafenca població de Canyelles des de l'any 2003. Té lloc el primer diumenge de desembre i aplega gran nombre (més de 250 el 2008) de parades de venda de productes nadalencs, tradicionals, d'artesania, joguines... El públic assistent (25.000 persones el 2008) procedeix majoritàriament de l'Alt Penedès i el Garraf. Segons l'ajuntament de Canyelles "el 2007, ja ha estat reconeguda com la 3a Fira [de Santa Llúcia] de Catalunya en volum de visitants". Les parades de tipus comercial són complementades per altres activitats sense afany de lucre: Parades d'ONG, recollida de cartes pel Pare Noel i el Patge Reial, Tió de Nadal, Arbre dels Desitjos, representació d'algunes escenes del Pessebre vivent que es farà al poble al cap d'uns dies, concurs de pintura ràpida per a adults i taller de dibuix infantil, Missa i cantada de Nadales, degustació de l'escudella de Nadal i tallers de treballs manuals i de maquillatge.